# Турецкая баня (Подгорица)
Туре́цкая ба́ня (серб. Tursko kupatilo/hamam) — бывшая баня в историческом центре Подгорицы, Черногория.

## Местоположение
Находится на левом берегу реки Рибница. Рядом расположены городской музей Подгорицы и дом-музей Ристо Куслева.

## Описание
Бывший хаммам (баня) был построен в восточном стиле в период Османской империи в виде двух отдельных двухэтажных разностилевых зданий, которые соединены третьим одноэтажным. Венчали эти здания три купола в сочетании с двускатными крышами. Из трёх куполов в настоящее время сохранился только средний.

## История
Турецкий хаммам — ближневосточный тип паровой бани. В Османской империи составлял важную часть турецкой культуры, как место для встречи и общения людей.
Турецкая баня в Подгорице была построена в XIX веке. Причём изначально на этом месте планировалось строительство мечети — самой красивой в городе. Однако завершение строительства здания совпало с освобождением Подгорицы от турецкого владычества и присоединением города к независимой Черногории, поэтому достроенный объект был открыт в качестве общественной бани, а не мечети.
Из района Миркова (Нова) Варош к бане можно было спуститься по лестнице, а затем по деревянному мосту. В 1926 году в бане были установлены современные ванны и душ. Хаммам исполнял свою роль общественных купален вплоть до Второй мировой войны. Во время бомбардировки города союзниками была уничтожена соседняя мельница, а сама баня получила повреждения крыши. В послевоенные годы бывшая городская баня сменила несколько функций — сначала в здании размещался медицинский пункт, потом галерея выдающегося скульптора Ристо Стийовича (позже переехавшая в район Стара Варош), затем кафе.
В начале XXI века над зданием был построен новый мост, который продолжил бульвар Святого Петра Цетинского.
Сегодня на этом месте находятся популярный книжный магазин и модное кафе, которые проводят литературные мероприятия, книжные выставки, встречи и концерты.